# نهائي كأس السوبر الإسباني 2025
نهائي كأس السوبر الإسباني 2025 (بالإسبانية: Supercopa de España de fútbol 2025) هي المباراة الختامية لتحديد الفريق الفائز بكأس السوبر الإسباني 2025، في النسخة الواحد والأربعين من مسابقة كأس السوبر الإسباني السنوية لكرة القدم، أقيمت المباراة يوم الأحد 12 يناير 2025 على ملعب مدينة الملك عبد الله الرياضية في مدينة جدة، المملكة العربية السعودية بين نادي ريال مدريد ونادي برشلونة بعد تجاوزهما نادي ريال مايوركا ونادي أتلتيك بلباو في دور نصف النهائي، حيث يلتقي الفريقان في المباراة الحاسمة للمسابقة للمرة العاشرة منذ لقاءهما أول مرة في النسخة الخامسة من البطولة على كأس السوبر الإسباني 1988.
فاز برشلونة بخمسة أهداف مقابل هدفين في نهائي بطولة كأس السوبر الإسباني ليحصد اللقب للمرة الخامسة عشر في تاريخه، ويحقق المدير الفني الألماني هانسي فليك لقبه الأول مع برشلونة، وحصل لاعب برشلونة رافينيا على جائزة أفضل لاعب في مباراة نهائي كأس السوبر الإسباني بعد تألقه في اللقاء وتسجيله لهدفين. كما حصل نجم لاعب برشلونة جول كوندي على جائزة أفضل صانع في مباراة النهائي عن الهدف الذي صنعه لرافينيا. في المقابل دخل نادي ريال مدريد آخر أبطال دوري أبطال أوروبا وكأس الانتركونتيننتال إلى نهائي كأس السوبر الإسباني بهدف تحقيق البطولة للعام الثاني على التوالي ومعادلة رقم منافسه في لقب كأس السوبر لكن كان لغريمه التقليدي كلمة آخر ويخسر الريال أحد المنافسات من السبع الألقاب التي تنافس عليها في هذا الموسم.

## الفريقين
| الفريق     | المشاركات السابقة في النهائيات (الخط الغليظ للأرقام يشير لسنة التتويج باللقب)                                                                                   |
| ---------- | --- |
| ريال مدريد | 19 (1982، 1988، 1989، 1990، 1993، 1995، 1997، 2001، 2003، 2007، 2008، 2011، 2012، 2014، 2017، 2020، 2022، 2023، 2024)                                           |
| برشلونة    | 26 (1983، 1985، 1988، 1990، 1991، 1992، 1993، 1994، 1996، 1997، 1998، 1999، 2005، 2006، 2009، 2010، 2011، 2012، 2013، 2015، 2016، 2017، 2018، 2021، 2023، 2024) |

## الطريق إلى النهائي
| ريال مدريد     | ريال مدريد | كأس السوبر الإسباني 2025 | برشلونة        | برشلونة |
| -------------- | ---------- | ------------------------ | -------------- | ------- |
| الفريق المنافس | النتيجة    | الجولة                   | الفريق المنافس | النتيجة |
| ريال مايوركا   | 3–0        | نصف النهائي              | أثلتيك بلباو   | 2–0     |

## تفاصيل النهائي
بدأت المباراة بوتيرة محمومة اذ تصدى حارس مرمى مدريد تيبو كورتوا لتسديدة لامين يامال في الدقيقة الأولى، ثم من محاولة آخر بضربة رأسية من قبل رافينيا في الدقيقة الثالثة. لم يكن ريال مدريد بحاجة إلى عدة فرص هجومية لتهديد مرمى برشلونة، حيث تقدم في الدقيقة الرابعة بإحراز الهدف الأول في مرمى فويتشيك تشيسني. بعدما تمكن فينيسيوس من استخلص الكرة من كاسادو من على قوس منطقة مرمى ريال مدريد ومن تحول هجومي سريع مرر فينيسيوس الكرة إلى مبابي الذي انطلق بسرعة، فتجاوز بالدي وتغلب على الحارس البولندي بتسديدة سكنت شباك. بالرغم من تقدمه في النتيجة كان لدي برشلونة أسلوب وخطة لعب منظمة ولم يكن هدف ريال مدريد الذي دخل مرماه في وقت مبكر أن يخلق حالة ارتباك.
وواصل لاعبو برشلونة محاولتهم الهجومية واستثمر فرصة هجومية منها أدرك لامين يامال التعادل في الدقيقة 22 بتسديدة رائعة يسار حارس مرمى الريال ولم يتمكن كورتوا الطويل من الوصول إلى الكرة. قبل مضي نصف ساعة تعرض برشلونة لضربة قوية مع خروج إنييغو مارتينيز لاعب برشلونة للإصابة في الدقيقة 27 قام الطبيب ريكارد برونا بفحصه وأكد إصابته مما استدعى استبداله باللاعب إريك غارسيا.
وفي الدقيقة 36، لم يتوقف فريق أنشيلوتي من المحاولات الهجومية تجاه مرمى تشيزني. انتهى هذا الانطلاقات بنتائج عكسية عندما ارتكب كامافينغا إعاقة على جافي تحصل على آثرها نادي برشلونة على ركلة جزاء بعد تدخل حكم الفيديو المساعد نفذها البولندي ليفاندوفسكي لتصبح النتيجة 1-2. لم ينته عرض برشلونة عند هذا الحد في الشوط الأول مع ضعف الحالة الدفاعية لريال مدريد وغير منظم في منطقته، احرز البرازيلي رافينيا الهدف الثالث برأسية بعد تمريرة طويلة من كوندي. وكان من الممكن أن يتم طرد كامافينغا لتحذير مزدوج بعد أن أمسك لامين، عاود برشلونة زيادة نتيجة مع تقدمه بهجمة مرندة تعاون فيها لامين يامال ورفينها الذي تمكن من التلاعب في فالفيردي ثم يمررها لبالدي الذي تمكن من أحراز هدف آخر وتصل النتيجة إلى 1-4 في الدقائق الأخيرة من الشوط الأول مستغلا تمرير ركلة ركنية خاطئة بين رودريغو وفالفيردي تمكن لامين يامال من قطعها وعمل تحول هجومي سريع.
حاول ريال مدريد تقليص الفارق لكن القائم صد تسديدة رودريغو. وفي الشوط الثاني زاد رافينيا الجرح الأبيض بإحراز الهدف الخامس لبرشلونة. وفي الدقيقة 57 طُرد الحارس تشيسني بسبب عرقلة مبابي بعد تمريرة من بيلينغهام. نفذ رودريغو الركلة الحرة بشكل مثالي ليجعل النتيجة 2-5 على لوحة النتائج مع وجود وقت كافي للعودة في المباراة. لكن دفاع برشلونة كان قوياً متوازن في النصف ساعة الأخيرة واستطاع المحافظة على النتيجة، والتتويج بطلاً لكأس السوبر بعد فوزه على ريال مدريد بنتيجة 5 مقابل 2 للمرة الخامس عشر في تاريخه. والأول للمدير الفني الألماني فليك في برشلونة.

### النهائي
| ريال مدريد | 2–5   | برشلونة |
| --- | ----- | --- |
| كيليان مبابي 5' · إدواردو كامافينغا 35' · أنطونيو روديغر 53' · فينيسيوس جونيور 55' · رودريغو 60' · أوريلين تشواميني 62' · راؤول أسينسيو 77' | تقرير | 22' لامين يامال · 77' 36' (ركلة.) روبرت ليفاندوفسكي · 89' 48' 39' رافينيا · 45+8' إينيغو مارتينيز · 45+10' أليخاندرو بالدي · 56' فويتشيك شتشيسني · 87' رونالد أراوخو |

| ريال مدريد | برشلونة |

|                |    | تشكيلة الفريق:    |     |
| GK             | 1  | تيبو كورتوا       |     |
| RB             | 17 | لوكاس فاسكيز      | 52' |
| CB             | 14 | أوريلين تشواميني  | 64' |
| CB             | 22 | أنطونيو روديغر    |     |
| LB             | 23 | فيرلاند ميندي     | 75' |
| CM             | 8  | فيديريكو فالفيردي |     |
| CM             | 6  | إدواردو كامافينغا | 46' |
| RW             | 11 | رودريغو           |     |
| AM             | 5  | جود بيلينغهام     |     |
| LW             | 7  | فينيسيوس جونيور   | 76' |
| CF             | 9  | كيليان مبابي      |     |
| التبديلات:     |    |                   |     |
| GK             | 13 | أندري لونين       |     |
| GK             | 26 | فران غونزاليس     |     |
| DF             | 4  | دافيد ألابا       |     |
| DF             | 20 | فران غارسيا       | 75' |
| DF             | 35 | راؤول أسينسيو     | 52' |
| DF             | 39 | لورينزو أجوادو    |     |
| MF             | 10 | لوكا مودريتش      | 64' |
| MF             | 15 | أردا غولر         |     |
| MF             | 19 | داني سيبايوس      | 46' |
| FW             | 16 | إندريك            |     |
| FW             | 21 | إبراهيم دياز      | 76' |
| المدرب:        |    |                   |     |
| كارلو أنشيلوتي |    |                   |     |

|            |    | تشكيلة الفريق:    |     |
| GK         | 25 | فويتشيك شتشيسني   |     |
| RB         | 23 | جول كوندي         |     |
| CB         | 2  | باو كوبارسي       |     |
| CB         | 5  | إينيغو مارتينيز   | 28' |
| LB         | 3  | أليخاندرو بالدي   |     |
| CM         | 17 | مارك كاسادو       |     |
| CM         | 8  | بيدري             |     |
| RW         | 19 | لامين يامال       | 59' |
| AM         | 6  | غافي              | 59' |
| LW         | 11 | رافينيا دياز      | 79' |
| CF         | 9  | روبرت ليفاندوفسكي |     |
| التبديلات: |    |                   |     |
| GK         | 13 | إينياكي بينيا     | 59' |
| GK         | 26 | أندير أسترالاغا   |     |
| DF         | 4  | رونالد أراوخو     | 28' |
| DF         | 24 | إريك غارسيا       | 28' |
| DF         | 32 | هيكتور فورت       |     |
| DF         | 35 | جيرارد مارتين     |     |
| MF         | 16 | فيرمين لوبيز      |     |
| MF         | 20 | داني أولمو        | 59' |
| MF         | 21 | فرينكي دي يونغ    |     |
| FW         | 7  | فيران توريس       | 79' |
| FW         | 18 | باو فيكتور        |     |
| المدرب:    |    |                   |     |
| هانزي فليك |    |                   |     |

| - الحكام المساعدين: أنخيل نيفادو رودريغيز، خافيير مارتينيز نيكولاس - الحكم الرابع: ماريو ميليرو لوبيز - حكم مساعد احتياطي: جوديت رومانو غارسيا - حكم تقنية الفيديو: خافيير إجليسياس فيلانويفا - مساعد حكم تقنية الفيديو: أنطونيو سيريزو بارفينوف، بابلو غونزاليس فويرتس | قواعد المباراة - مدة المباراة 90 دقيقة مقسمة إلى شوطين مدة كل شوط 45 دقيقة. - تطبق قاعدة ركلات الجزاء الترجيحية في حال استمرار التعادل في الأشواط الأساسية. - تواجد إحدى عشر لاعب في قائمة البدلاء ، يمكن إجراء خمسة تبديلات بحد أقصى. |

## الملاحظات
1. ↑  فاز ريال مدريد بالثنائية في موسم 1988–89، وبالتالي حصل تلقائياً على لقب كأس السوبر الإسباني لعام 1989.